# Self Esteem
Self Esteem è un singolo della band punk Offspring pubblicato nel 1994. Ha raggiunto la posizione numero 4 nella Billboard Modern Rock Tracks.
La traccia Self Esteem figura nell'album Smash del 1994, mentre Jennifer Lost the War e Burn It Up sono riprese rispettivamente dagli album The Offspring del 1989 e Ignition del 1992.
Noodles ha successivamente regalato la chitarra con cui suona (una Fender Stratocaster) ad una delle comparse del video.
La canzone Jennifer Lost the War è disponibile gratuitamente per il download in formato MP3 192 Kbit/s su nitrorecords.com Archiviato il 24 ottobre 2008 in Internet Archive..

## Tracce

### 1^ Versione[14][15]
1. Self Esteem - 4:20
2. Burn It Up - 2:43
3. Jennifer Lost the War - 2:34

### 2^ Versione[16]
1. Self Esteem - 4:17
2. Jennifer Lost the War - 2:35
3. Burn It Up - 2:43

## Video
Il video è stato girato nell'agosto del 1994 da Darren Lavett, lo stesso del video di Come Out and Play, e pubblicato nel febbraio del 1995. Si vedono eseguire diversi stunt, con la band che esegue la canzone su un palco. Dexter lo si vede indossare tre diverse magliette: all'inizio una dei Sex Pistols, poi una dei The Germs ed infine una dei The Vandals quando appare come scheletro.
Si nota anche che per alcuni tratti Dexter non ha la chitarra, necessaria per alcuni riff d'accompagnamento della canzone.

## Formazione
- Dexter Holland - voce e chitarra ritmica
- Noodles - chitarra solista e cori
- Greg K - basso e cori
- Ron Welty - batteria

## Classifiche
| Classifica (1995)             | Posizione massima |
| ----------------------------- | ----------------- |
| Australia                     | 6                 |
| Austria                       | 4                 |
| Belgio (Fiandre)              | 7                 |
| Belgio (Vallonia)             | 8                 |
| Canada                        | 34                |
| Danimarca                     | 2                 |
| Europa                        | 10                |
| Finlandia                     | 3                 |
| Francia                       | 20                |
| Germania                      | 4                 |
| Irlanda                       | 27                |
| Norvegia                      | 1                 |
| Nuova Zelanda                 | 39                |
| Paesi Bassi                   | 4                 |
| Regno Unito                   | 37                |
| Regno Unito (rock & metal)    | 3                 |
| Stati Uniti (alternative)     | 4                 |
| Stati Uniti (mainstream rock) | 7                 |
| Stati Uniti (radio)           | 45                |
| Svezia                        | 1                 |

## Cover
- È stata reinterpretata dai Cuban Boys nell'album Eastwood[28].

## Self Esteemnella cultura di massa
- È presente nel videogioco Singstar Rocks![29].
- È presente come canzone scaricabile nelle versioni PlayStation 3 e Xbox 360 del videogioco Rock Band[30][31].
- La parte iniziale della canzone è presente nel film Daddy's Home.